# Eriothymus
Eriothymus là một chi thực vật có hoa trong họ Hoa môi (Lamiaceae).

## Loài
Chi Eriothymus gồm các loài: